# Шпитальна хірургія. Журнал імені Л. Я. Ковальчука
Шпитальна хірургія. Журнал імені Л. Я. Ковальчука — всеукраїнський науково-практичний журнал.
Свідоцтво про державну реєстрацію: серія КВ № 21518-11418Р від 18 серпня 2015 року.
Журнал включено до Переліку наукових фахових видань України, в яких можуть публікуватися результати дисертаційних робіт на здобуття наукових ступенів кандидата і доктора медичних наук, за наказом МОН України від 7 жовтня 2015 року № 1021.

## Історія
Виходить у м. Тернополі від 1998 (щоквартально) українською мовою. У 2010 році головним редактором був Леонід Ковальчук, заступником головного редактора — Ростислав-Юрій Коморовський, відповідальним редактором — Володимир Бігуняк.
Рішенням вченої ради ТДМУ від 28 жовтня 2014 року (протокол № 5) журналу «Шпитальна хірургія» присвоєно назву «Шпитальна хірургія. Журнал імені Л. Я. Ковальчука» на вшанування пам'яті довголітнього головного редактора.

## Засновники
- Тернопільська державна медична академія (нині ТДМУ),
- Інститут урології і нефрології АМН України,
- Інститут хірургії і транспортології АМН України,
- Інститут нейрохірургії АМН України,
- Інститут серцево-судинної хірургії АМН України,
- Інститут патології крові та трансфузійної медицини АМН України,
- Київська медична академія післядипломної освіти.

## Зміст
Журнал публікує оригінальні статті, огляди, дискусії, які охоплюють різні галузі хірургії та мають наукове й практичне значення для хірургів усіх спеціальностей, поради лікарям-практикам і дослідникам, діяльність яких пов'язана з хірургією. Статті відображають передовий досвід і результати наукових досліджень стосовно хірургічних захворювань та їх лікування. Важливою частиною редакційної політики є публікація лекцій провідних фахівців. Крім цього, журнал публікує матеріали з історії медицини, короткі обговорення клінічних випадків, повідомлення про з'їзди та конференції, рецензії.

## Редакційний колектив

### Головні редактори
- Леонід Ковальчук (1998—2014),
- Ігор Дзюбановський (від 2015)[1]

### Редакційна колегія[1]
- В. В. Бігуняк — відповідальний редактор,
- І. М. Дейкало — відповідальний секретар,
- В. В. Бойко,
- Ю. І. Бондаренко,
- І. К. Венгер,
- В. Г. Гетьман,
- В. Б. Гощинський,
- М. С. Гнатюк,
- О. Л. Ковальчук,
- Г. П. Козинець,
- М. Ю. Ничитайло,
- В. І. Паламарчук,
- В. Й. Сморжевський,
- О. Ю. Усенко,
- В. О. Шідловський,
- І. П. Шлапак.

### Редакційна рада[1]
- М. М. Бондаренко (Дніпропетровськ),
- М. М. Велигоцький (Харків),
- І. І. Гук (Відень),
- В. В. Грубник (Одеса),
- О. І. Дронов (Київ),
- М. П. Захараш (Київ),
- В. М. Короткий (Київ),
- В. І. Мамчик (Київ),
- О. С. Ніконенко (Запоріжжя),
- А. П. Радзіховський (Київ),
- М. І. Тутченко (Київ),
- П. Д. Фомін (Київ),
- В. І. Цимбалюк (Київ),
- В. О. Шапринський (Вінниця),
- І. М. Шевчук (Івано-Франківськ),
- І. В. Ярема (Москва).